# Formation de Kirkwood
La formation de Kirkwood est une formation géologique du Crétacé inférieur située en Afrique du Sud dans les provinces du Cap-Oriental et du Cap-Occidental ; c'est également un site fossilifère. Probablement d'âge Valanginien moyen à terminal, soit d'il y a environ 135 à 132 millions d'années, elle est l'une des quatre formations du groupe Uitenhage du bassin Algoa  et du bassin Gamtoos voisin. Des affleurements de Kirkwood se trouvent également le long des lignes de bassin Worcester-Pletmos, Herbertsdale-Riversdale, Heidelberg-Mossel Bay et Oudtshoorn-Gamtoos,. Dans ces bassins, la formation Kirkwood est à la base de la formation Buffelskloof et non de la formation Sundays River.
La formation est à 17 km de la ville de Kirkwood (Afrique du Sud), qui lui a donné son nom, dans la vallée de la rivière Sundays.

## Géologie
La formation de Kirwood s'est constituée le long de la partie sud de l'Afrique du Sud lors de la fragmentation du Gondwana. Sa datation s'est révélée délicate, certains la considérant comme du Jurassique supérieur (~ 145 Ma), d'autres comme un gisement du Crétacé inférieur (~ 135 Ma),,. 
La formation de Kirkwood est composée de roches sédimentaires déposées dans des conditions fluviales au niveau de la mer, ou près du niveau de la mer, comme le mudstone, le grès lithique à grain moyen (souvent riche en charbon de bois) et les conglomérats sporadiques. À sa base, la formation de Kirkwood comprend un important dépôt de grès estuarien à grain fin à moyen, mal trié (souvent quartzitique) avec des couches subordonnées de schiste argileux. Ce dépôt a été décrit comme le membre (ou ensemble de strates) Swartkops.  
La partie inférieure du reste de la Formation est composée principalement de siltstones, mais comprend une plus petite couche de grès (décrite comme faisant partie du membre Bethelsdorp). La partie supérieure de la Formation est composée principalement de mudstones fins et riches en argile, avec plusieurs couches plus petites de grès estuarien,.
Le Kirkwood est la deuxième formation du groupe Uitenhage, située entre la formation sus-jacente de Sundays River et la formation sous-jacente Enon. Seuls trois membres (ensemble de strates) géologiques y ont été décrits : le membre Swartkops qui contient des gisements de grès estuariens et où les fossiles sont absents. Le membre Colchester est le plus riche en fossiles - terrestres et lacustres - ; par ailleurs, il est composé de schiste gris foncé, de siltites et de grès. Le troisième, le membre Bethelsdorp, ressemble au Colchester en ce qu'il contient des schistes et du grès gris foncé ainsi que des microfossiles marins. La partie supérieure de l'élément est recouverte de mudstone et de siltstone.

## Paléontologie
La Formation de Kirkwood est  la plus riche en fossiles connue en Afrique du Sud datant du Jurassique supérieur-Crétacé inférieur . Elle a donné des restes désarticulés de dinosaures théropodes et ornithopodes, et plusieurs espèces de sauropodes - pour lesquelles Kirkwood est particulièrement riche - : des Diplodocinae indéterminés, des Brachiosauridae et des Eusauropoda. Une des premières espèces de sauropodes découvertes dans Kirkwood était Algoasaurus. Un crâne et des dents partiels d'un stégosaure, Paranthodon africanus, y ont également été déterrés. La découverte la plus connue du Kirkwood est Nqwebasaurus, un ornithomimosaure basal.  Des restes fragmentaires de divers reptiles, une grenouille, des insectes et des  fossiles de mammifères y ont également été trouvés, y compris les écailles de poissons d' eau douce et des bivalves.  
De l'ambre d'âge mésozoïque a été récupéré dans la formation de Kirkwood ; il s'agit de la première collecte d'ambre crétacé en Afrique, et du plus ancien enregistrement du Crétacé inférieur du Gondwana, la plupart des gisements d'ambre du Crétacé inférieur étant situés dans l'hémisphère nord. 
Plusieurs espèces végétales telles que des bryophytes, des fougères, des conifères, des cycadales et des bennettitaliens y ont été identifiées, ainsi que des troncs d'arbres fossiles silicifiés dans les sections de grès qui montrent des signes de brûlure,.
La formation est connue depuis le XIXe siècle : en 1845, W.G.Atherston et Bain y avaient trouvé le premier dinosaure d'Afrique du Sud jamais identifié, Paranthodon africanus